# Sietesz
Sietesz est un village du sud-est de la Pologne dans la voïvodie des Basses-Carpates. Il fait partie de la gmina de Kańczuga (commune urbaine-rurale) et du powiat de Przeworsk. La population du village s'élevait à 1 624 habitants en 2011.

## Géographie
Sietesz se situe à environ à 4,5 km de Kańczuga, 13 km de Przeworsk la capitale du powiat et 25,6 km de Rzeszów la capitale régionale.